# Marquês de Belas

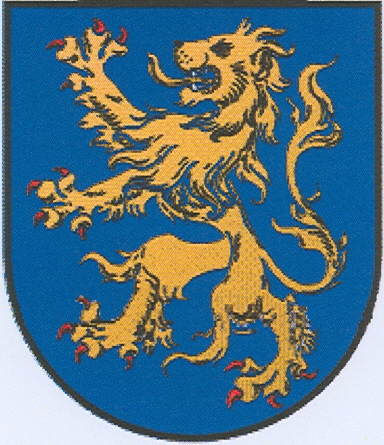
Brasão da família Castelo Branco, Marqueses de Belas.

O título nobiliárquico de marquês de Belas foi criado em 17 de dezembro de 1801 pela rainha D. Maria I de Portugal, a favor de D. Maria Rita de Castelo Branco Correia da Cunha, 6.ª condessa de Pombeiro.

## Lista dos marqueses de Belas
1. D. Maria Rita de Castelo Branco Correia da Cunha (1769–1822) – 6.ª condessa de Pombeiro, 18.ª senhora de Pombeiro, 12.ª senhora de Belas e 14.ª administradora do Morgado de Castelo Branco, casada com D. José Luís de Vasconcelos e Sousa;
2. D. António Maria de Castelo Branco (1785–1834) – filho da anterior, 7.ª conde de Pombeiro, senhor de Belas, senhor de Pombeiro e senhor do Morgado de Castelo Branco;
3. D. António Maria de Castelo Branco Correia da Cunha Vasconcelos e Sousa (1842–1891) – 9.º conde de Pombeiro, senhor de Belas, senhor de Pombeiro e senhor do Morgado de Castelo Branco; neto do anterior e filho de D. José Inácio Castelo Branco Correia e Cunha Vasconcelos e Sousa, 8.º conde de Pombeiro, em virtude de neste último não ter sido renovado o título de marquês de Belas por ser partidário de D. Miguel;
4. D. José Inácio de Castelo Branco Correia da Cunha Vasconcelos e Sousa (1878–1965) – filho do anterior;

Após a proclamação da República e o fim do sistema nobiliárquico, tornou-se pretendente ao título José Antônio de Castelo Branco de Macedo Soares (1945-), bisneto do predecessor.